# Cantonul Sainte-Savine
Cantonul Sainte-Savine este un canton din arondismentul Troyes, departamentul Aube, regiunea Champagne-Ardenne, Franța.

## Comune
| Comune              | Populație (1999) | Cod poștal | Cod INSEE |
| ------------------- | ---------------- | ---------- | --------- |
| Macey               | 856              | 10300      | 10211     |
| Montgueux           | 404              | 10300      | 10248     |
| La Rivière-de-Corps | 2.924            | 10440      | 10321     |
| Sainte-Savine       | 10.097           | 10300      | 10362     |
| Torvilliers         | 852              | 10440      | 10381     |